# Abraham Colles

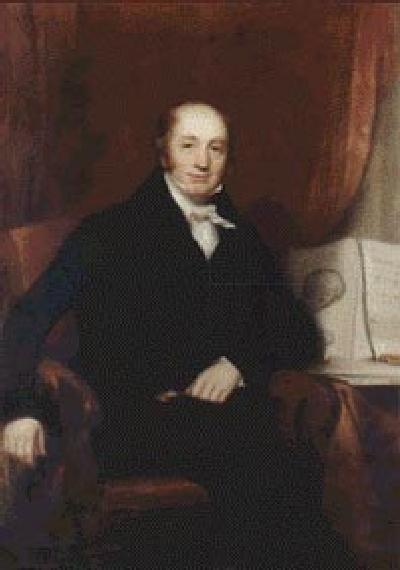
Abraham Colles

Abraham Colles (23 de julho de 1773 – 16 de novembro de 1843) foi um professor de anatomia, cirurgia e fisiologia no Colégio Real de Cirurgiões da Irlanda.

## Biografia

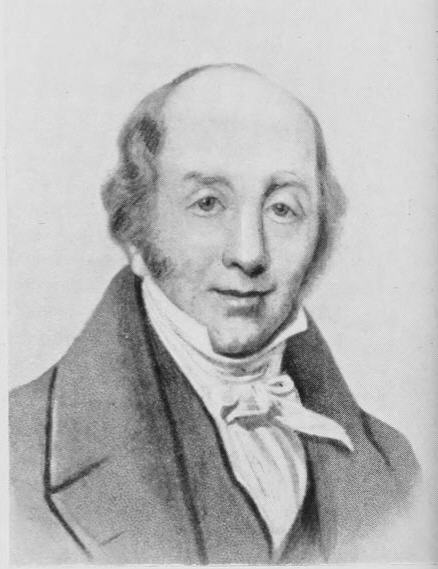

Descendente de uma família de Worcestershire, que teve alguns membros no Parlamento, ele era filho de William Colles e Mary Anne Bates de Woodbroak, do Condado de Wexford. A família vivia próximo a Millmount, localidade na região de Kilkenny, Irlanda, onde seu pai gerenciava os bens da família, inclusive uma pedreira que produzia uma variedade conhecida como mármore negro de Kilkenny Marble. O pai faleceu quando Colles tinha seis anos de idade e sua mãe tomou as rédeas da administração dos negócios, inclusa aí a pedreira, além de ter completado a educação e a formação dos filhos do casal.
Durante sua permanência no Kilkenny College, uma enchente destruiu a casa de um médico local. Abraham encontrou um livro de anatomia pertencente a esse médico no campo e o retornou a ele. Percebendo o interesse do jovem na medicina, o médico deixou que ele ficasse com o livro. Colles matriculou-se no Trinity College, da Universidade de Dublin, em 1790 e recebeu o diploma de licenciado do Colégio Real de Cirurgiões em 1795. Em seguida, ele foi estudar medicina na Escola de Medicina da Universidade de Edimburgo, recebendo seu doutorado em Medicina em 1797.
Em seguida, Colles viveu em Londres por um breve período, trabalhando com o famoso cirurgião, Sir Astley Cooper, em suas dissecções da região inguinal.

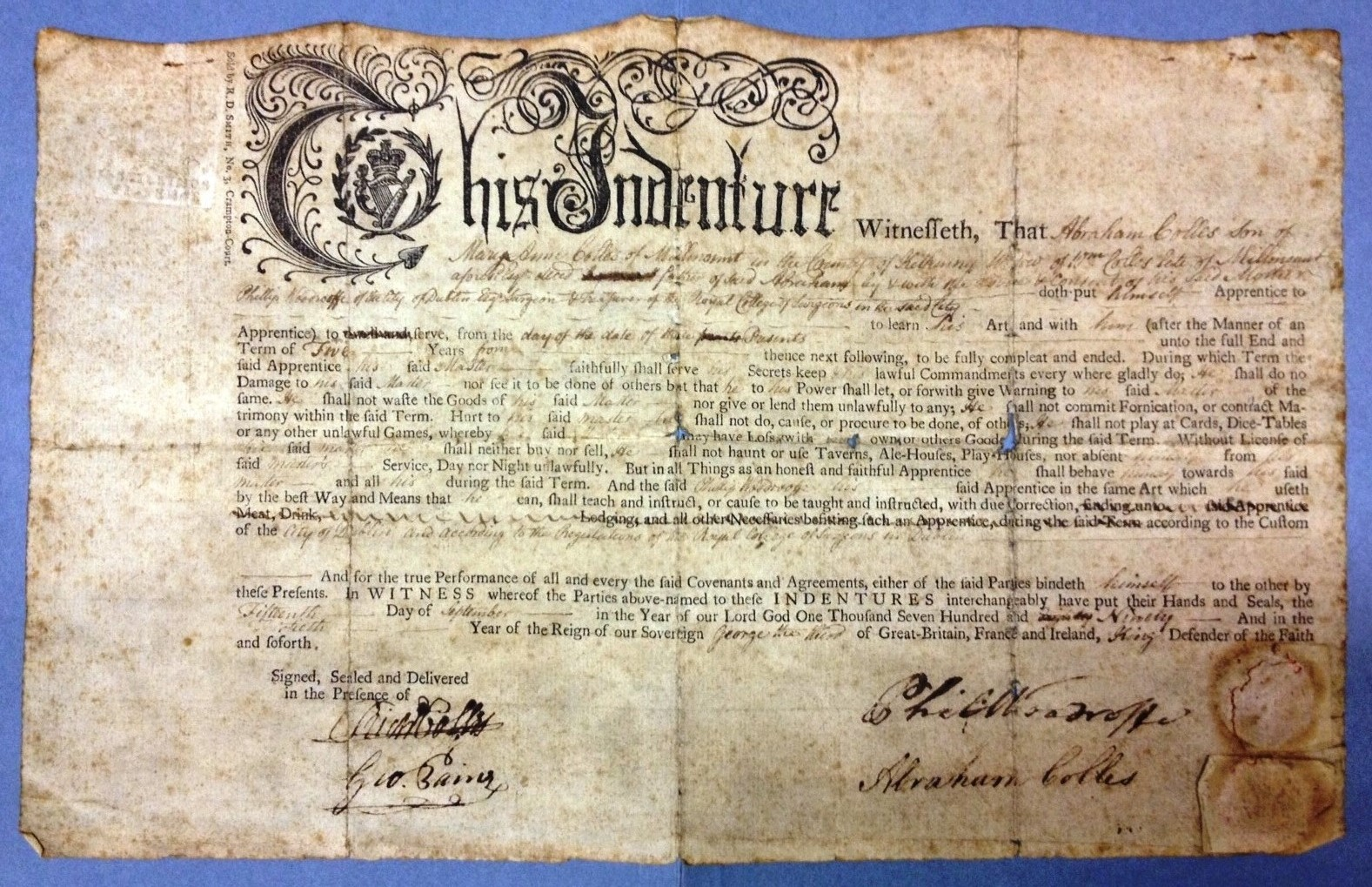
Contrato de aprendizagem de Abraham Colles com Phillip Woodroffe, 1790.

Após seu retorno a Dublin, em 1799, ele foi escolhido parra participar da equipe médica do hospital Dr Steevens', onde veio a trabalhar pelos 42 anos seguintes. Colles era um cirurgião bem reputado e foi eleito presidente do Colégio Real de Cirurgiões na Irlanda aos 28 anos. Em 1804, foi indicado como professor de anatomia, fisiologia e cirurgia na faculdade.
Em 1811, Colles escreveu um tratado importante sobre anatomia cirúrgica e alguns termos criados por ele permaneceram na nomenclatura cirúrgica até a atualidade. Seu trabalho foi reconhecido como habilidoso e seu paper de 1814 On the Fracture of the Carpal Extremity of the Radius ("Da fratura da extremidade carpal do rádio"); veio a fazer com que esse ferimento viesse a ser conhecido como Fratura de Colles. Este paper, descrevendo as fraturas distais do rádio, estava muito à frente de seu tempo, tendo sido publicado décadas antes da descoberta e da entrada em uso dos raios-X.
Ele também descreveu a camada membranosa de tecido subcutâneo do períneo, que veio a ser conhecida como Fascia de Colles. Ele também estudou extensivamente o ligamento inguinal, às vezes conhecido como Ligamento de Colles. Em  1837, Colles escreveu "Practical observations on the venereal disease, and on the use of mercury" (Observações práticas sobre as doenças venéreas e do uso do mercúrio) no qual introduziu a hipótese da imunidade materna de uma criança sifilítica quando a mãe não mostrou sintomas da doença. O principal manual de Colles' principal era o conjunto em dois tomos Lectures on the theory and practice of surgery. Ele foi tido como o primeiro cirurgião a ligar a artéria subclávia.
Em tributo à sua carreira distinta, o professor Colles teve a oferta de um baronato em 1839, por ele recusado. Ele aposentou-se em 1841 e faleceu em 16 de novembro de 1843, de gota. Ele foi enterrado no cemitério de Mount Jerome, em Dublin.

## Família
Em 1807, Colles casou-se com Sophia Cope. Seu filho viria a seguir seus passos, vindo a ser eleito para a cátedra de Anatomia na Faculdade Real em 1863. Outro de seus filhos casou-se com Elizabeth Mayne, sobrinha de Robert James Graves. Seu neto era o crítico musical e lexicógrafo Henry Cope (H. C.) Colles (1879-1943).